# Staatliche Energieinspektion
Die Staatliche Energieinspektion (SEI) der DDR war eine staatliche Einrichtung zur Kontrolle und Unterstützung der Durchführung von energiewirtschaftlichen Aufgaben und energierechtlichen Verfügungen insbesondere zur sparsamen und rationellen Energieverwendung. Die Leitung hatte Boris Kudevita.

## Inspektion
Sie konzentrierte ihre Inspektionstätigkeit auf:
- die Erhöhung der Effektivität von Energieumwandlung und Energieanwendung sowie die Erreichung der geplanten Einsparungsziele, insbesondere der Maßnahmen zur Anwendung von Ergebnissen aus Wissenschaft und Technik,
- den Stand der Entwicklung der energiewirtschaftlichen Arbeit der Kombinate und wirtschaftsleitenden Organe,
- die Leistungsentwicklung der Kohle- und Energiewirtschaft zur Deckung des Bedarfs der Bevölkerung und der Volkswirtschaft an Elektroenergie, Gas, Wärmeenergie und festen Brennstoffen,
- die Erfüllung komplexer energiewirtschaftlicher Aufgaben der örtlichen Räte.

## Aufgaben
Die Zentralstelle für rationelle Energieanwendung (ZRE) der Staatlichen Energieinspektion hatte
- Aufgaben bei  der Vorbereitung, Kontrolle, Abrechnung und Analyse des Energieplanes wahrzunehmen,
- Entscheidungen der Arbeitsgruppe Rationelle Energieanwendung beim Ministerrat über den Energieträgereinsatz vorzubereiten,
- Aufgabenstellungen und Dokumentationen zu Grundsatzentscheidungen für Investitionen, zu denen gesonderte energetische Teile auszuarbeiten sind, Angebotsprojekte und wiederverwendungsfähige Projekt- und Typlösungen für Raumheizung zu begutachten,
- die Anträge auf Auszeichnung von Betrieben für vorbildliche energiewirtschaftliche Arbeit zu prüfen.

Die ZRE war Herausgeber der Fachzeitschrift „Energieanwendung“ und umfangreicher energietechnischer und -ökonomischer Literatur.

## Geschichte
Die Energieinspektion begann ihre Tätigkeit im Jahre 1971 auf DDR-Regierungsbeschluss als Zentrale Energieinspektion des Ministeriums für Kohle und Energie nach Vorbild bereits bestehender energiewirtschaftlicher Kontrollorgane in den Staaten des Rat für gegenseitige Wirtschaftshilfe (RGW).
Als eine der Schlussfolgerungen aus den Versorgungsproblemen mit Brennstoffen und Energie im Winter 1978/79 wurde die Energieinspektion der Zentralen Energiekommission beim Ministerrat der DDR mit Haupt- und 15 Bezirksinspektionen als Kontrollorgan zugeordnet und setzte ihre Tätigkeit mit erweiterten Befugnissen 1987 als Staatliche Energieinspektion einschließlich der ZRE fort.

## Durchführung und Umsetzung
Die SEI besaß umfassende Befugnisse zur Durchführung energiewirtschaftlicher Kontrollen in der DDR-Wirtschaft sowie in zentralen und territorialen Staatsorganen. Inspektionen in Parteien, Massenorganisationen und den bewaffneten Organen waren ihr nicht gestattet, ebenso waren private Haushalte von Kontrollen ausgenommen. Zur Beseitigung energiewirtschaftlicher Pflichtverletzungen entgegen den Bestimmungen der Energieverordnung der DDR sowie energiewirtschaftlichen Regierungsbeschlüssen gab sie Empfehlungen zur Beseitigung von technischen und organisatorischen Mängeln. Bei schwerwiegenden Pflichtverletzungen erteilte sie Auflagen mit Androhung von Zwangsgeld bis zu einer Höhe von 100 000 Mark. Die SEI besaß Ordnungsstrafbefugnis.
Im Ergebnis ihrer Kontrollen sowie der Tätigkeit der ZRE stellte sie umfangreiche vermeidbare Energieverschwendungen und energetische Verluste fest. Infolge Mängel bei der Bereitstellung von energiewirtschaftlichen Rationalisierungsmitteln durch die DDR-Volkswirtschaft konnte die SEI in vielen Fällen keine durchgreifenden und dauerhaften Veränderungen zur Senkung des Energieverbrauchs, vor allem in der Industrie, erzielen.
Sie stellte ihre Tätigkeit mit Beschluss der Modrow-Regierung zum 1. Januar 1990 ein.